# Crinopseudoa caligula
Espèce
Crinopseudoa caligula est une espèce d'araignées aranéomorphes de la famille des Corinnidae.

## Distribution
Cette espèce est endémique du Liberia. Elle se rencontre dans les monts Bong et le comté de Sinoe.

## Description
Le mâle holotype mesure 6,10 mm et la femelle paratype 6,00 mm.

## Systématique et taxinomie
Cette espèce a été décrite par Jocqué et Bosselaers en 2011.

## Publication originale
- Jocqué & Bosselaers, 2011 : « Revision of Pseudocorinna Simon and a new related genus (Araneae: Corinnidae): two more examples of spider templates with a large range of complexity in the genitalia. » Zoological Journal of the Linnean Society, vol. 162, no 1, p. 271-350.